# BMW Série 6 (F12)
La BMW Série 6 (désignation interne F12 pour le cabriolet, F13 pour le coupé et F06 pour le coupé quatre portes) du constructeur automobile allemand BMW est la troisième génération de la Série 6.
Cette Série 6 est basée sur la Série 5 (F10) construite jusqu'en 2017 et partage donc une grande partie de sa technologie et de ses options d'équipement.

## Histoire
Le cabriolet, officiellement présenté par BMW le 18 novembre 2010, a remplacé la gamme E63/E64 qui était produite depuis l'été 2003. Elle était produite à l'usine de Dingolfing.
Nader Faghihzadeh a conçu l'extérieur et Christian Bauer l'intérieur.
En Allemagne, le début des livraisons, et donc aussi de la présentation de la Série 6 cabriolet aux concessionnaires, ont eu lieu le 26 mars 2011. Le véhicule a été présenté au public en salon lors du Salon international de l'automobile d'Amérique du Nord 2011 à Detroit.
En tant que successeur du modèle E63, une Série 6 coupé est également disponible depuis l'automne 2011, qui a été officiellement présentée pour la première fois lors du Salon de l'automobile de Shanghai 2011.
En mai 2012, une berline appelée Gran Coupé a également été introduite, qui concurrence principalement la Mercedes-Benz CLS et la Porsche Panamera. Contrairement au coupé typique, elle a quatre portes et trois places à l'arrière. Selon BMW, cependant, le véhicule est un 4+1 places. Le constructeur justifie le concept par le fait que la banquette arrière est formée de deux sièges individuels, bien qu’une personne puisse être assise au milieu, au moins pour une courte distance, mais que cela n'est pas compté comme un siège complet.
La BMW M6 a été présentée au Salon international de l'automobile de Genève au printemps 2012. Comme la BMW M5, la M6 dispose également d'un V8 biturbo de 4,4 litres comme source d'alimentation, avec une puissance de 412 kW et 680 Nm de couple.
En 2015 et 2017, la gamme a subi un lifting.
En 2018, la BMW Série 6 a été remplacée par la BMW Série 8 (G15).

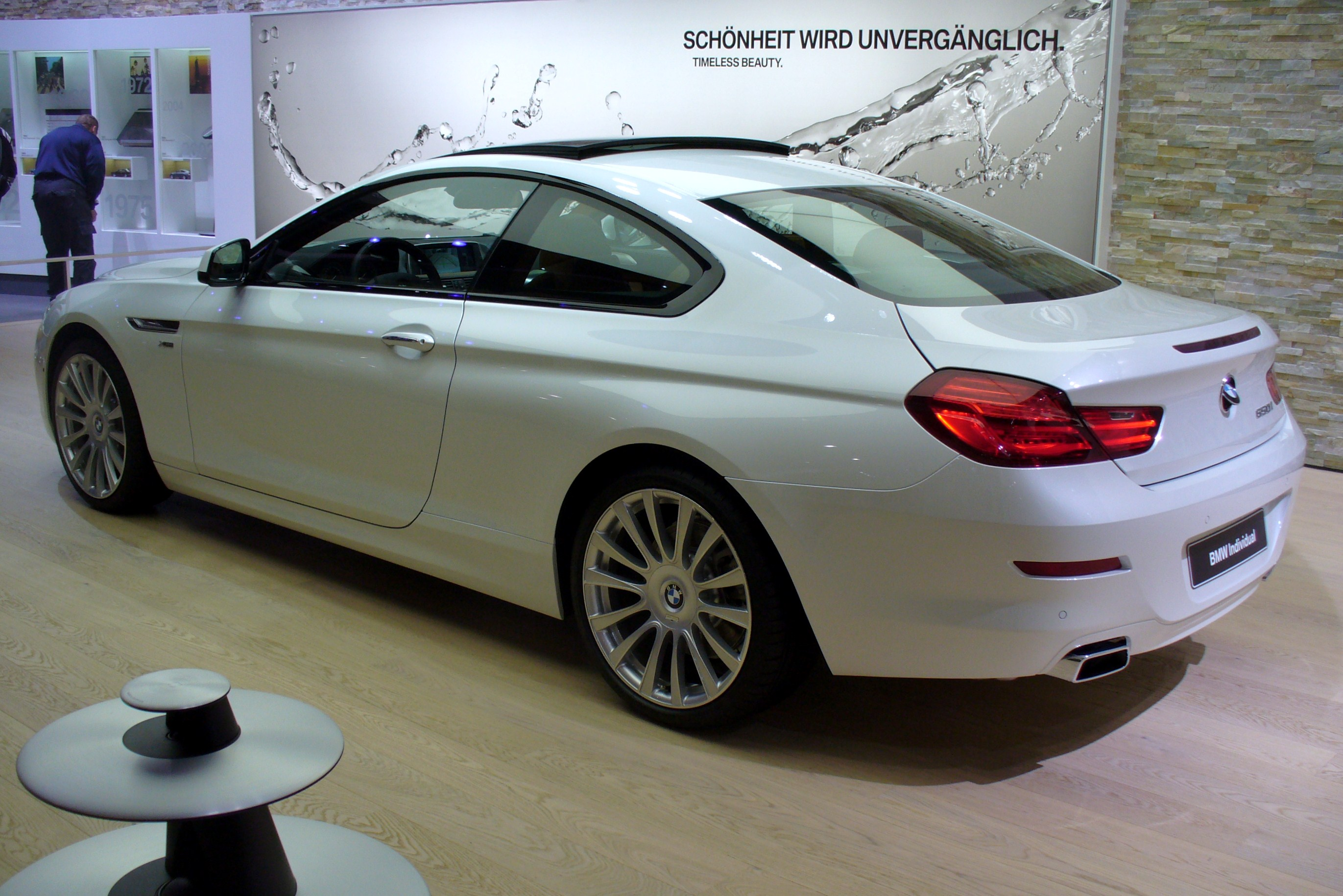
Vue arrière
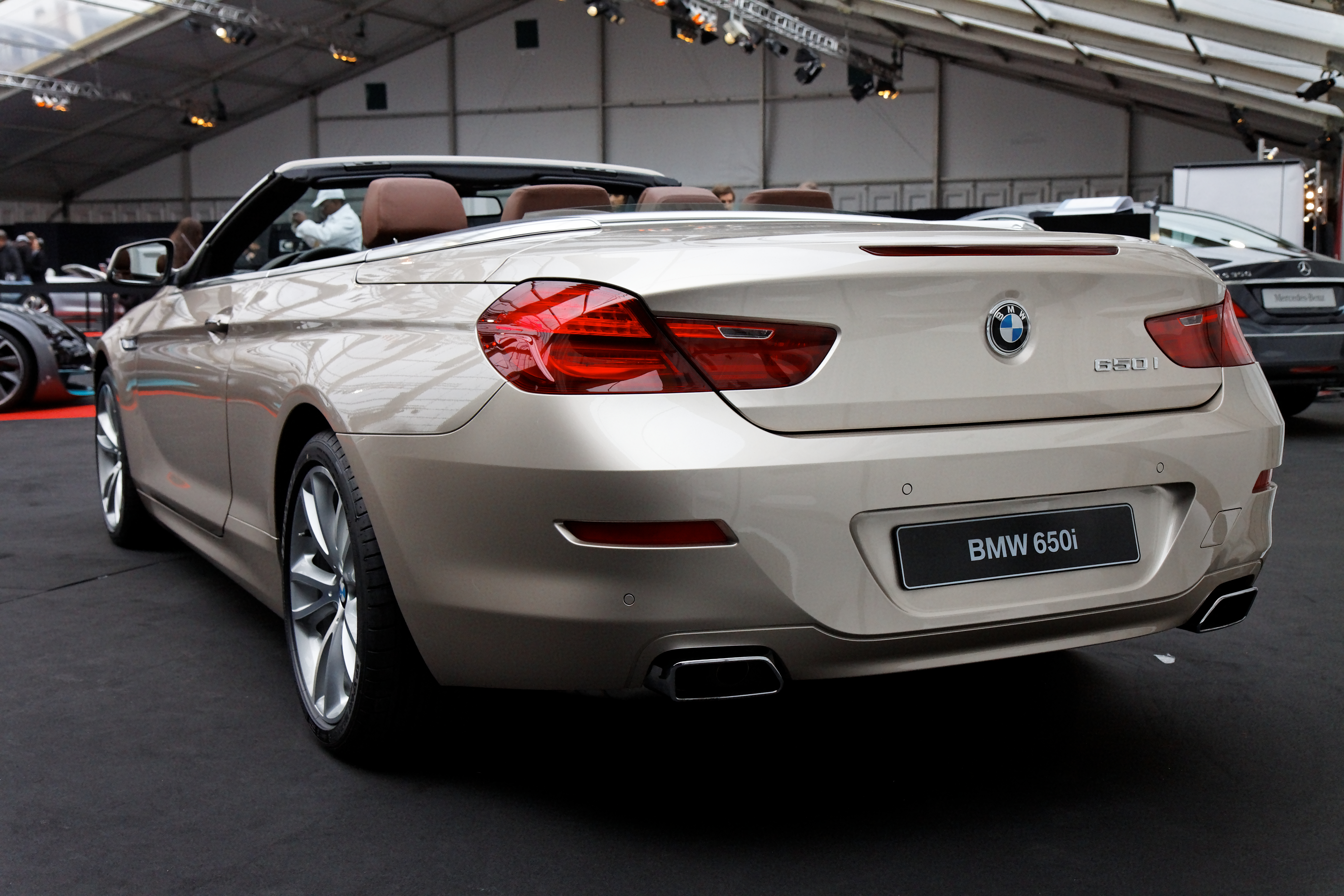
BMW 650i cabriolet (2011–2018)
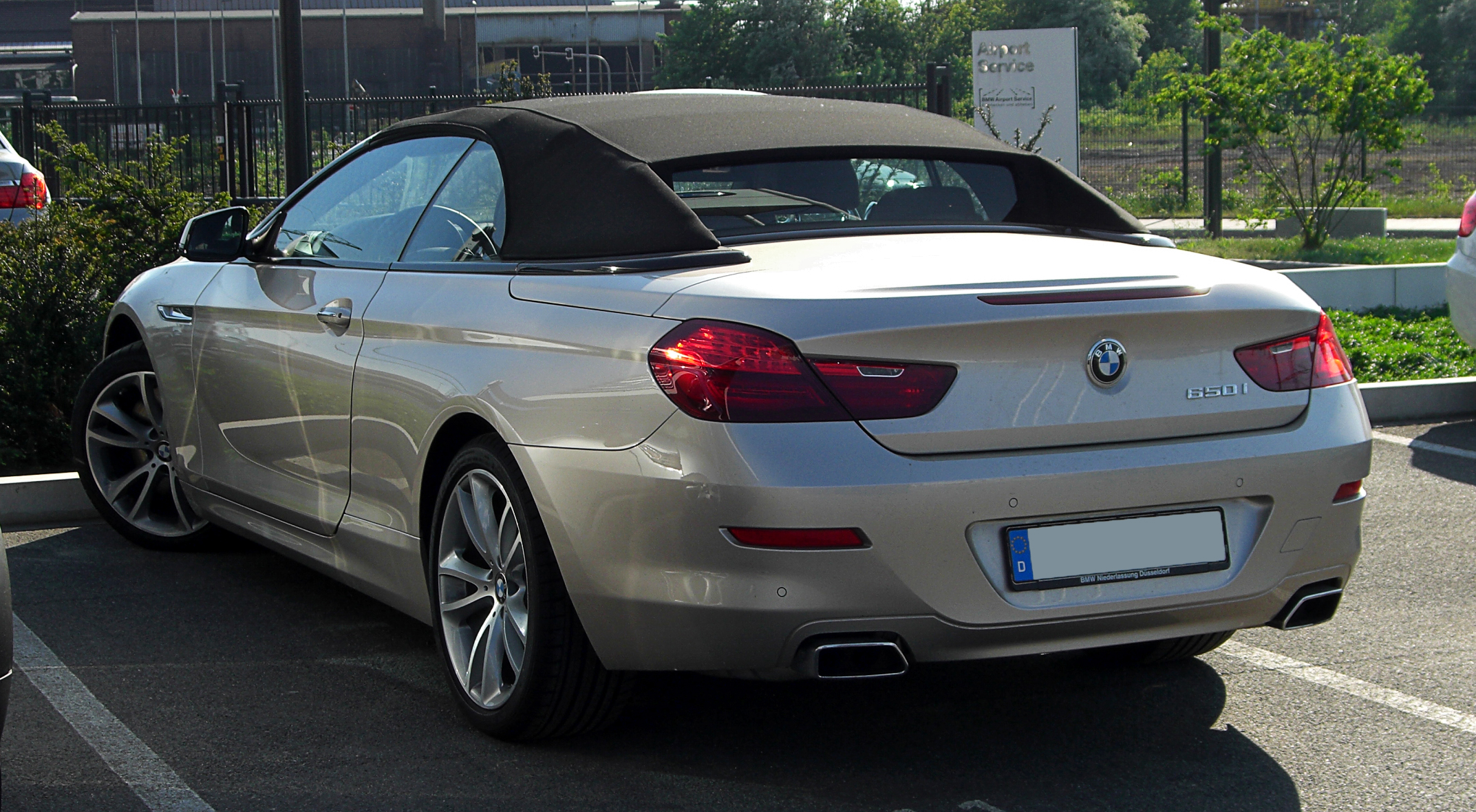
BMW 650i cabriolet fermée
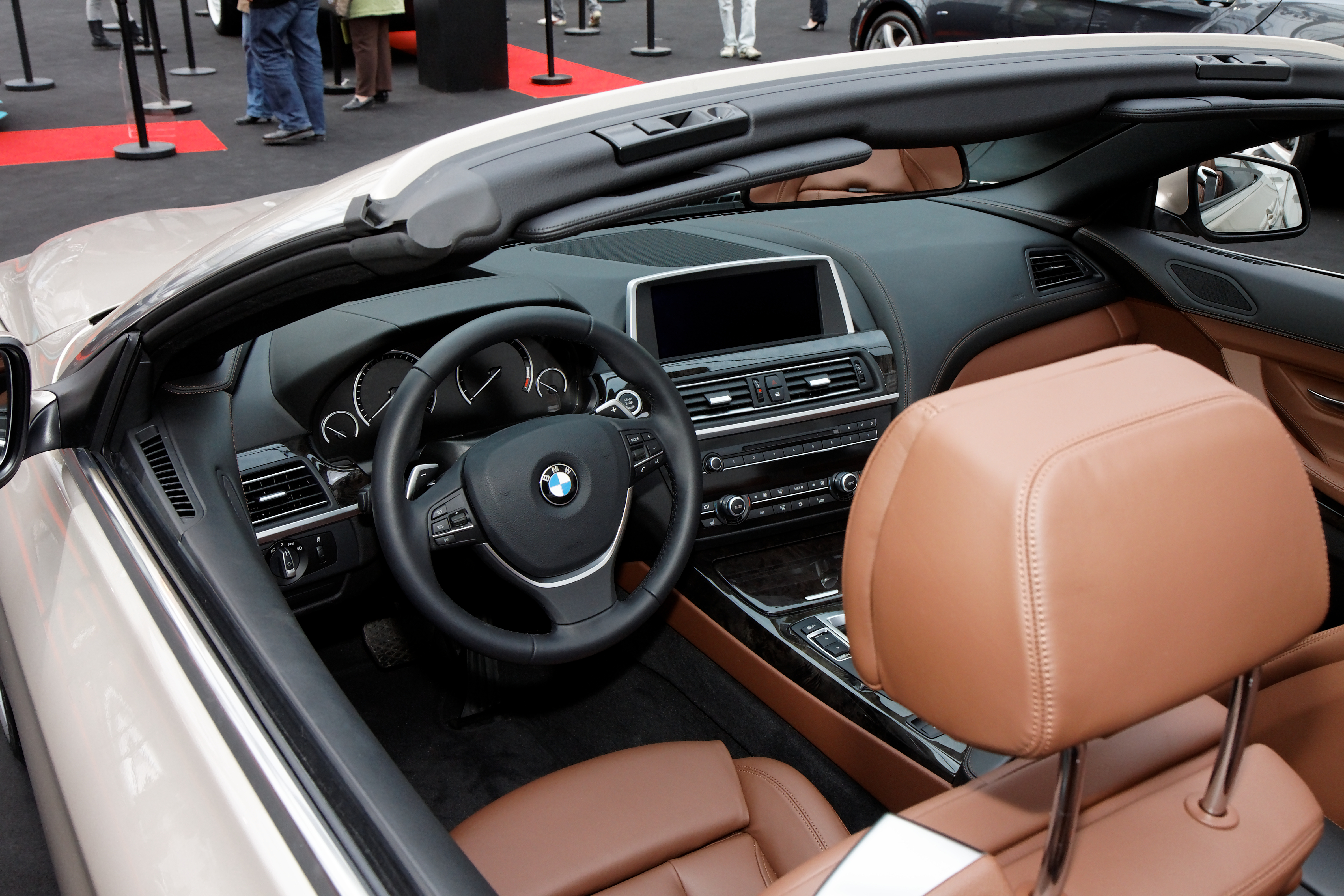
Intérieur
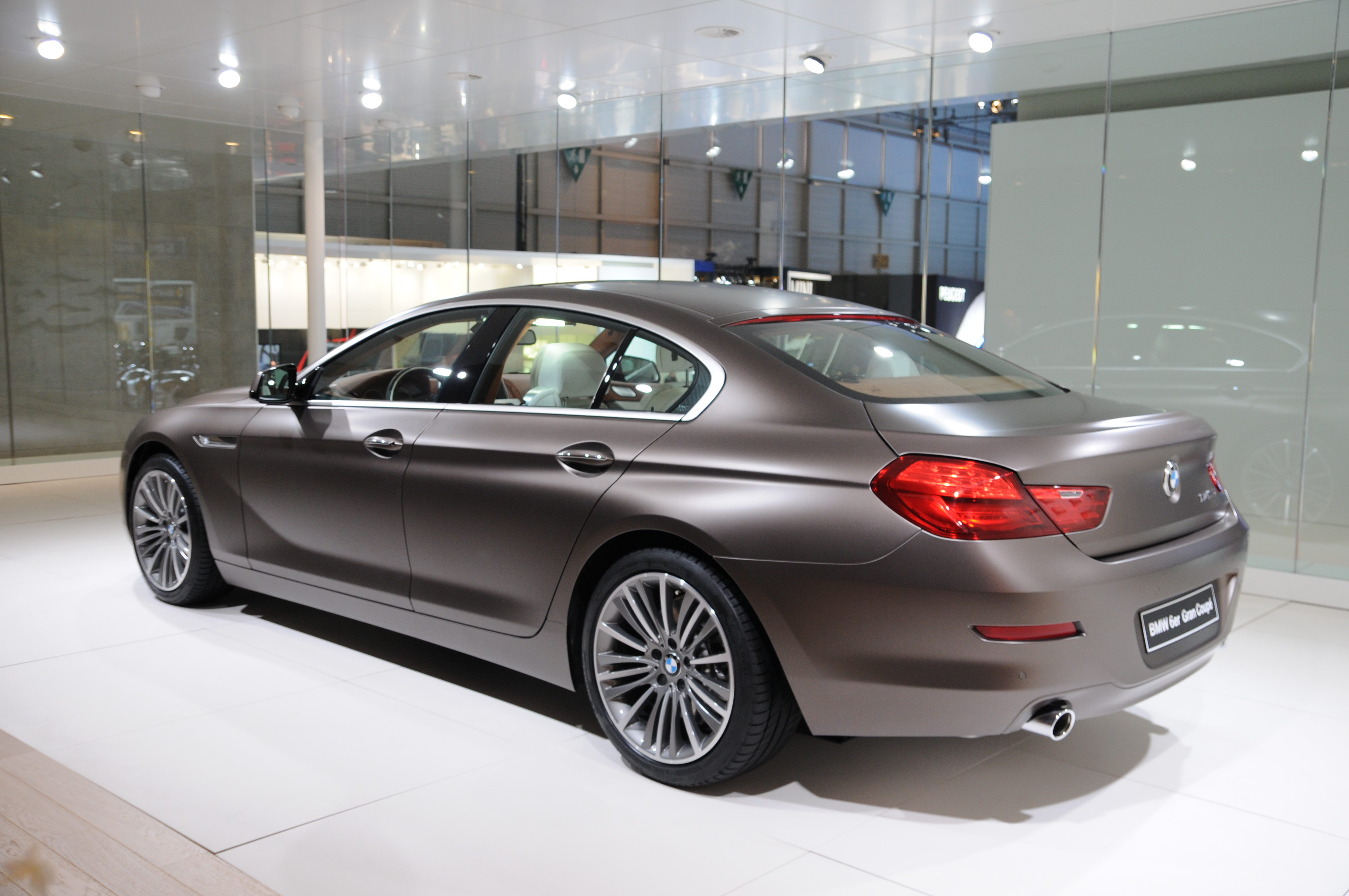
BMW 640i Gran Coupé (2012–2018)

## Environnement
Le terme marketing BMW Efficient Dynamics combine un ensemble de diverses mesures techniques conçues pour réduire la consommation de carburant. La boîte automatique à huit rapports de série devrait réduire la consommation de carburant par rapport à la boîte automatique à six rapports conventionnelle. La fonction start-stop est désormais disponible pour toutes les variantes du modèle. Tous les moteurs sont conformes à la norme antipollution Euro 5 ou Euro 6.

## BMW M6 GT3

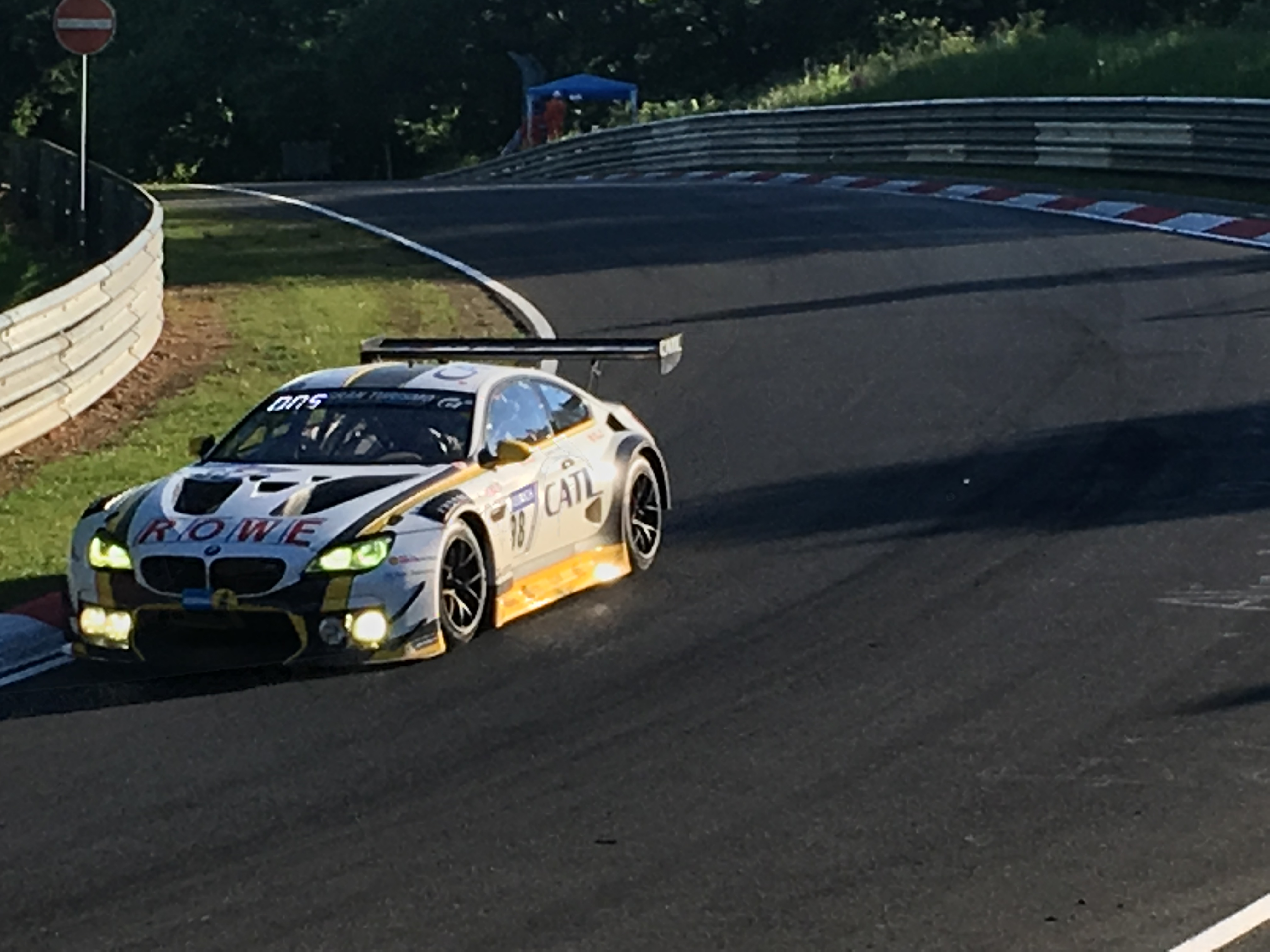
BMW M6 GT3 en 2017 aux 24 Heures du Nürburgring.

Depuis 2016, BMW Motorsport propose une version course de la BMW M6 (F13) pour les courses de clients, basée sur la réglementation du Groupe GT3. La même année, Rowe Racing remporte les 24 Heures de Spa-Francorchamps avec les pilotes Philipp Eng, Maxime Martin et Alexander Sims. Depuis novembre 2017, un kit dit Evo avec suspension, différentiel, système de freinage et aérodynamique révisés est proposé pour maintenir la compétitivité du véhicule.

## Art Car
L'artiste chinois Cao Fei a conçu une M6 GT3 noir carbone en tant que BMW Art car, dont la première a eu lieu le 31 mai 2017 à Pékin.